# Мемориал жертвам Холокоста

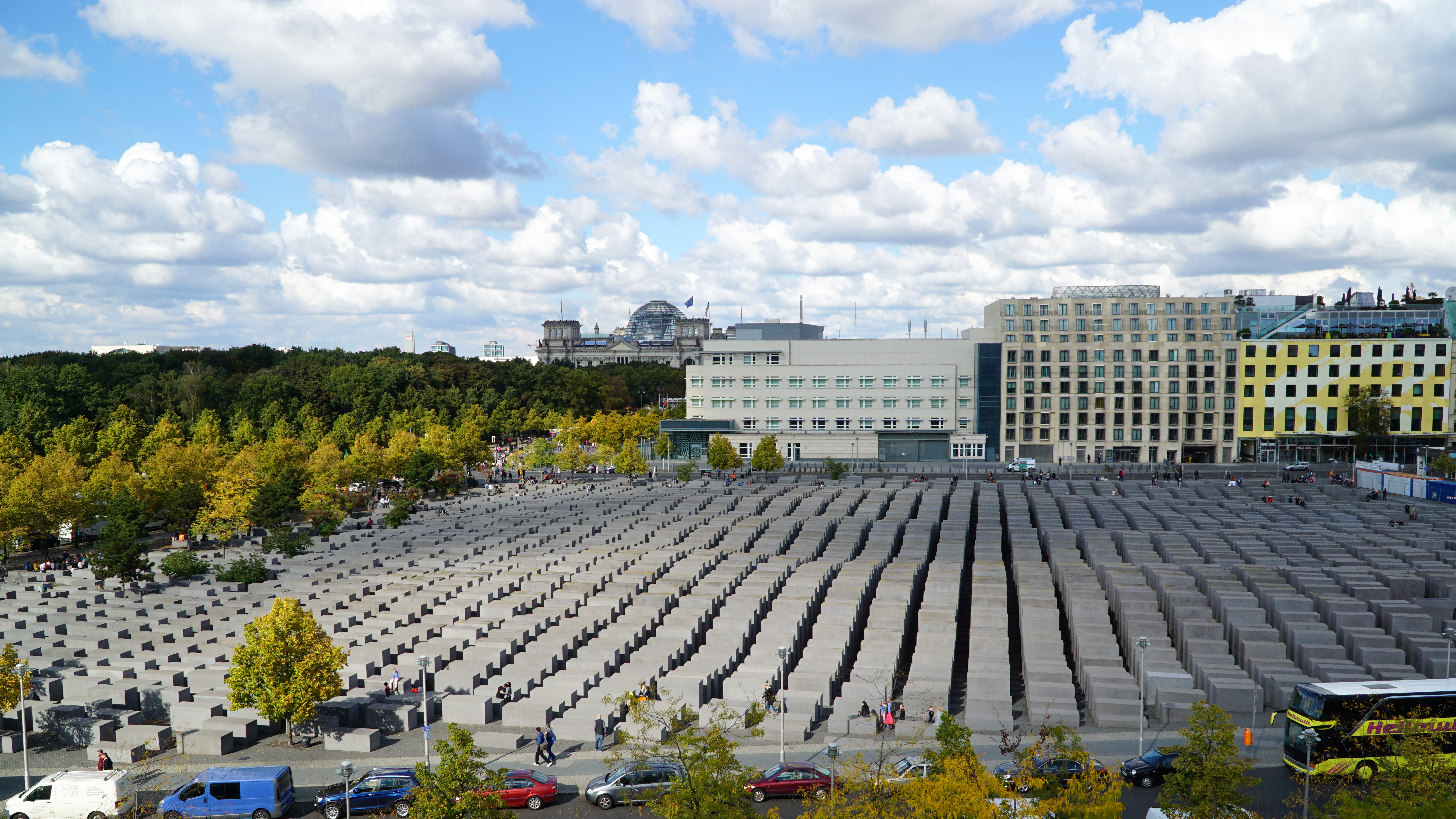
Мемориал — вид сверху

Мемориал жертвам Холокоста в Берлине (Памятник убитым евреям Европы; нем. Denkmal für die ermordeten Juden Europas) — мемориал в Берлине, Германия, установленный в память о евреях — жертвах нацизма.

## История создания

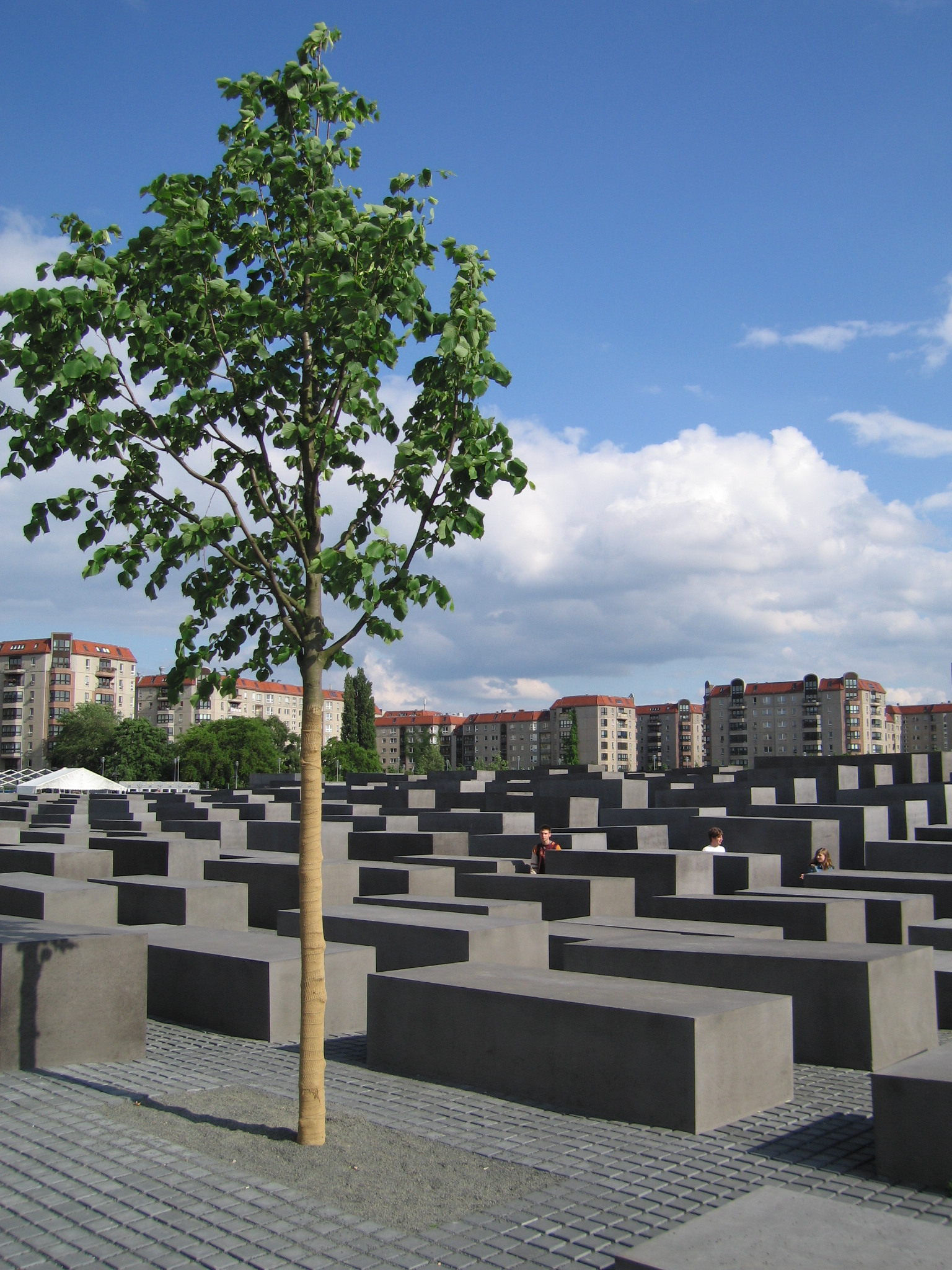
Мемориал

Идеи и планы по созданию этого мемориального комплекса появились ещё в 1988 году. Сама идея возведения мемориала принадлежит берлинской публицистке Лее Рош, которая организовала в 1989 году специальный фонд строительства «Памятника убитым евреям Европы». Проект получил поддержку ряда известных лиц, включая бывшего канцлера ФРГ Вилли Брандта.
Мемориал построен по проекту деконструктивиста Питера Айзенмана.
Строительство началось 30 октября 2001 года. Мемориал был открыт в 2005 году.
Мемориал расположен в центре Берлина между Бранденбургскими воротами и элементами бункера бывшего руководства нацистской Германии. Представляет собой огромное поле из более чем 2 700 серых тумб.
За год с момента открытия мемориал посетили около 3,5 миллиона человек.

## Эмоциональное воздействие
Психолог Коллин Эллард отмечает особенность воздействия архитектуры комплекса на посетителя. Проходы между плитами сделаны слишком узкими для того, чтобы идти по ним вдвоем было неудобно, оставшись же в одиночестве, посетитель начинает переживать сложную гамму чувств: 

Ощущение потерянности среди серых плит, за которыми не видно окружающего мира, вынужденная разлука с близким человеком и чувство незащищенности, возникавшее на пересечении сквозных коридоров, — поднимало в душе волны страха, тревоги, тоски и одиночества. Так архитектору Питеру Айзенману удалось создать сооружение, наполненное множеством коротких, но мощных отголосков чувств, которые пришлось испытать евреям во время Второй мировой войны.

Эллард указывает, что психологический эффект комплекса достигается архитектурными средствами:

[...] эффект достигается через телесное воздействие на посетителя. Вы должны стать частью инсталляции, пройти через нее, потеряться в ней — только тогда чужой ужас и чужое горе становятся ощутимыми и ошеломляющими.